# 駒ヶ根自動車学校
株式会社駒ヶ根自動車学校（こまがねじどうしゃがっこう）は、長野県駒ヶ根市にある長野県公安委員会指定自動車教習所を運営する企業である。合宿教習生の募集・施設建設に力を入れており、教習生の大半が地域外からの合宿生である。

## 沿革
- 1965年1月 - 岡谷自動車教習所からコマガネ自動車教習所を買収
- 1968年1月 - 株式会社コマガネ教習所設立
- 1970年11月 - 株式会社コマガネ自動車教習所、名称を駒ヶ根第一自動車学校に変更
- 1983年12月 - 新ビジネスモデル「運転免許合宿教習」開始
- 2002年4月
  - 株式会社駒ケ根第一自動車学校が隣接地にあった財団法人長野県駒ケ根自動車学校を買収
  - 社名を株式会社駒ケ根自動車学校に変更
- 2003年2月 - 二種免許の指定を受ける
- 2008年11月 - 全国指定自動車教習所協会より優良教習所表彰を受ける
- 2021年11月 - 全国指定自動車教習所協会より優良教習所表彰を受ける

## 取得できる免許
- 大型自動車第一種・第二種
- 中型自動車第一種・第二種
- 普通自動車第一種・第二種
- 大型特殊自動車
- けん引
- 大型自動二輪車
- 普通自動二輪車

## 姉妹校
- 伊那自動車教習所

## 教習車
- 普通車MT - アクセラ2代目
- 普通車AT - アクセラ3代目
- 大型二種教習車-三菱ふそう エアロスター

## 所在地
〒399-4117
長野県駒ヶ根市赤穂16398

## 交通アクセス
- 飯田線（JR東海）大田切駅から徒歩3分
- 中央自動車道　駒ヶ根ICから車で10分